# 井上羽城
井上 羽城（いのうえ うじょう、1871年3月29日〈明治4年2月9日〉 - 1947年〈昭和22年〉9月30日）は、福井県出身の歌人、新聞記者。本名は井上 一（いのうえ はじめ）。号は羽城のほか、経足、風露郎、紅蓮などを用いた。

## 生涯
1871年（明治4年）2月9日、福井県福井市に井上一庵・起怒の長男として生まれる。家業であった医者を継ぐために金沢高等医学専門学校に入学したが、文学への道を志望し、1892年（明治25年）春に上京し、落合直文の門下に入る。大八洲学校に入学し、落合直文と久米幹文から国文を学ぶ。在学中に金子元臣や品田太吉を助け、雑誌『歌学』や『分海』の編集に当たる。1893年（明治26年）、浅香社の創立に加わる。
東京自由新聞、福島民報などに勤めた後、1897年（明治30年）、徳島新報社に招聘され入社する。1898年（明治31年）に設立された徳島毎日新聞社に入社し、編集局長となる。1941年（昭和16年）12月15日、新聞統制で徳島毎日新聞・徳島日日新聞が合併されて徳島新聞が創刊され、主筆・取締役となる。派閥抗争によって両社出身の幹部が総辞職することとなり、1942年（昭和17年）10月に退社する。戦後、前川静夫主宰により社賓として迎え入れられ時評を執筆するも、戦時中に主筆を務めていたことから言論追放となる。1949年（昭和22年）9月30日、追放解除の日を迎える前に病没する。

## 人物
- 大八洲学校卒業生の歌会に出席した際、題詠「ほととぎす」（点者：池辺義象、落合直文）で羽城の「君に今朝わかれてくれば小松原しらむ木末に鳴くほととぎす」が最高点を得る[7]。
- 新聞人としての活躍のほか、法華会会長、徳島県盲人会会長、姉妹会会長を歴任し、阿波郷土会、徳島県歌人協会の長老として活躍する[2]。

## 石碑・展示等
- 徳島中央公園に井上羽城歌碑が建立されている[6]。
- 2021年（令和3年）11月3日から2022年（令和4年）1月16日まで徳島県立文学書道館において、文学企画展「生誕150年 徳島文壇の開拓者　井上羽城」が開催された[8]。

## 著作
- 『料理と作法』井上一、1911年8月。全国書誌番号:40069275。
- 『徳島案内』黒崎精寿堂等、1913年2月。 NCID BA75858512。全国書誌番号:43014648。
- 『三宅憲章翁』島正太郎、1920年12月。 NCID BB2945469X。全国書誌番号:43000434。
- 『双寿帖』井上一、1927年。全国書誌番号:44041205。
- 『宜南峰 自選詩歌句集』羽城井上一先生還暦祝賀会、1932年6月。全国書誌番号:44008254。
- 『志摩利右衛門』大政翼賛会徳島県支部〈翼賛叢書 第7篇〉、1944年3月。全国書誌番号:44030002。
- 『蒼龍窟日記 井上羽城遺稿集』井上羽城先生彰徳会、1962年7月。 NCID BA52051777。全国書誌番号:77012839。